# Claire McCaskill
Claire McCaskill (Rolla (Missouri), 24 juli 1953) is een Amerikaanse politica. Zij was een Democratisch senator voor de staat Missouri van 2007 tot 2019 en de eerste vrouw die namens die staat op eigen kracht in de senaat werd gekozen.

## Levensloop
McCaskill was getrouwd met David Exposito. Samen hebben zij drie kinderen. Het stel scheidde in 1995. In april 2002 trouwde zij opnieuw met de zakenman Joseph Shepard. Via dat huwelijk heeft zij ook vier stiefkinderen.
McCaskill groeide op in een ambtenarengezin. Zelf behaalde zij in 1975 een bachelor in de politicologie aan de University of Missouri-Columbia. In 1978 behaalde ze een doctoraat in de rechten aan dezelfde school.

## Politieke carrière
Na haar afstuderen werkte McCaskill een jaar als klerk op het Hof van Beroep in het westelijke district van de staat Missouri. Daarna ging ze werken voor het kantoor van een Openbaar aanklager. In 1982 werd ze gekozen in het Huis van Afgevaardigden van de staat Missouri. Daarin had ze zes jaar zitting. Vervolgens werd ze in 1992 gekozen als Openbaar aanklager. Zes jaar later werd ze gekozen als staatsinspecteur.
In 2004 stelde McCaskill zich verkiesbaar voor gouverneur. Ze versloeg de zittende gouverneur Bob Holden bij de Democratische voorverkiezingen. Ze verloor echter de verkiezingen van haar Republikeinse tegenkandidaat Matt Blunt met een marge van drie procent. Vervolgens stelde zij zich verkiesbaar voor de Senaat, en slaagde er wel in deze verkiezingen te winnen van zittend senator Jim Talent.
Ze werd gekozen met de belofte om zich in te zetten voor een verhoging van het minimumloon. Samen met toenmalig senator Barack Obama kwam zij met wetgeving voor de verbetering van de positie van oorlogsveteranen. In de Senaat heeft McCaskill vooral naam gemaakt met haar agressieve manier van vragen stellen bij hoorzittingen.
McCaskill was een van de eerste senatoren die zich openlijk achter Barack Obama schaarde in zijn strijd om het presidentschap. Haar steun was een belangrijke factor voor de verkiezingsoverwinning van Obama bij de Democratische voorverkiezingen in Missouri.
Samen met haar man en vrienden bezat McCaskill een privé-vliegtuig. In maart 2011 werd bekend dat zij op kosten van de staat daarvan gebruik had gemaakt. Ook werd bekend dat zij nog meer dan een kwart miljoen dollar moest betalen aan belasting over het vliegtuig. In een reactie liet zij weten het bedrag terug te betalen en dat zij haar man had overgehaald "het verdomde vliegtuig te verkopen". Politieke analisten verwachtten dat het incident een belangrijke rol zou gaan spelen in de senaatscampagne van 2012, maar McCaskill werd herkozen en gaat verloor in 2018.
- International Standard Name Identifier: 0000 0000 4094 7304
- Library of Congress Control Number: n2005046312
- SNAC: w6mh8dvs
- Biographical Directory of the United States Congress: M001170
- Virtual International Authority File: 38784281
- WorldCat: E39PBJpV7B3jB6fXgWtYKKPCwC